# مشهد سقوط إيكاروس
مشهد سقوط إيكاروس  (بالإنجليزية: Landscape with the Fall of Icarus)‏، هو اسم لوحة زيتية مرسومة على القنب بحجم 73.5 سم في 112 سم وموجودة بالمتحف الملكي للفنون الجميلة في بروكسل العاصمة البلجيكية.
دائما ما ساد الاعتقاد أنها رسمت على يد الفنان الفلمنكي الهولندي في عصر النهضة بيتر بروغل الأكبر، ولكن في أعقاب بعض الفحوصات التقنية والتحليلات العلمية في العام 1996، تم التشكيك في أصول اللوحة، وتوصلوا إلى أن اللوحة بالتأكيد هي نسخة من العام 1558 رسمها فنان ما في أعقاب فقدان اللوحة الاصلية لبروغل، ولكن في حقبة زمنية مواكبة للوحة الأصلية.
حسب المتحف الوطني البلجيكي «فإن هناك شكوك كبيرة بأن هذه اللوحة تعود لبروغل الأكبر، ولكن من المؤكد أن الإنشاء والتركيب والصيغة الأصلية تعود لبروغل، ولكن التنفيذ ليس له».
اللوحة مستوحاة من أعمال الشاعر الروماني أوفيد، وقام الأديب الأنجلو-أمريكي ويستن هيو أودن بوصفها في قصيدته «متحف الفنون الجميلة» حيث تقبع اللوحة، واستخدمها الشاعر وليام كارلوس وليام في قصيدته الوصفية التي تحمل نفس عنوان اللوحة، وكذلك استوحى منها الشاعر البريطاني مايكل هامبرغر قصيدته بعنوان «سطور وكلمات عن إيكاروس الخاص ببروغل».

## وصف اللوحة
يصف الناقد جون ساذرلاند اللوحة قائلا:
" هي قصة ذات مغزى وعبرة للتطلع والطموح البشري، فحسب الميثولوجيا الاغريقية، ديدلوس وابنه ايكاروس كانا مسجونان في جزيرة كريت، ديدلوس قام بصنع اجنحة من الريش لابنه ايكاروس، وقام بلصقها بشمع النحل، وأوصى ابنه بعدم الطيران عاليا خوفا من ذوبان الشمع، ايكاروس لم يستمع للنصيحة وحلق عاليا، فأذابت الشمس اجنحة ايكاروس ووقع في البحر وغرق.
لو نظرنا للوحة بشكل دقيق، نشاهد ارجل ايكاروس وهو يغرق بالمياه، وقد تم تصغير الحدث عن طريق ابعاده عن مركز اللوحة، بينما نرى بشكل واضح الفلاح يقوم بحرث الأرض مع حصانه والسفن تبحر مستمرة في تجارتها، تستمر الحياة، ولسوء الحظ فإن موته ليس أكثر أهمية من سقوط عصفور من السماء. البشرية تخدع نفسها إذا اعتقدت غير ذلك ".

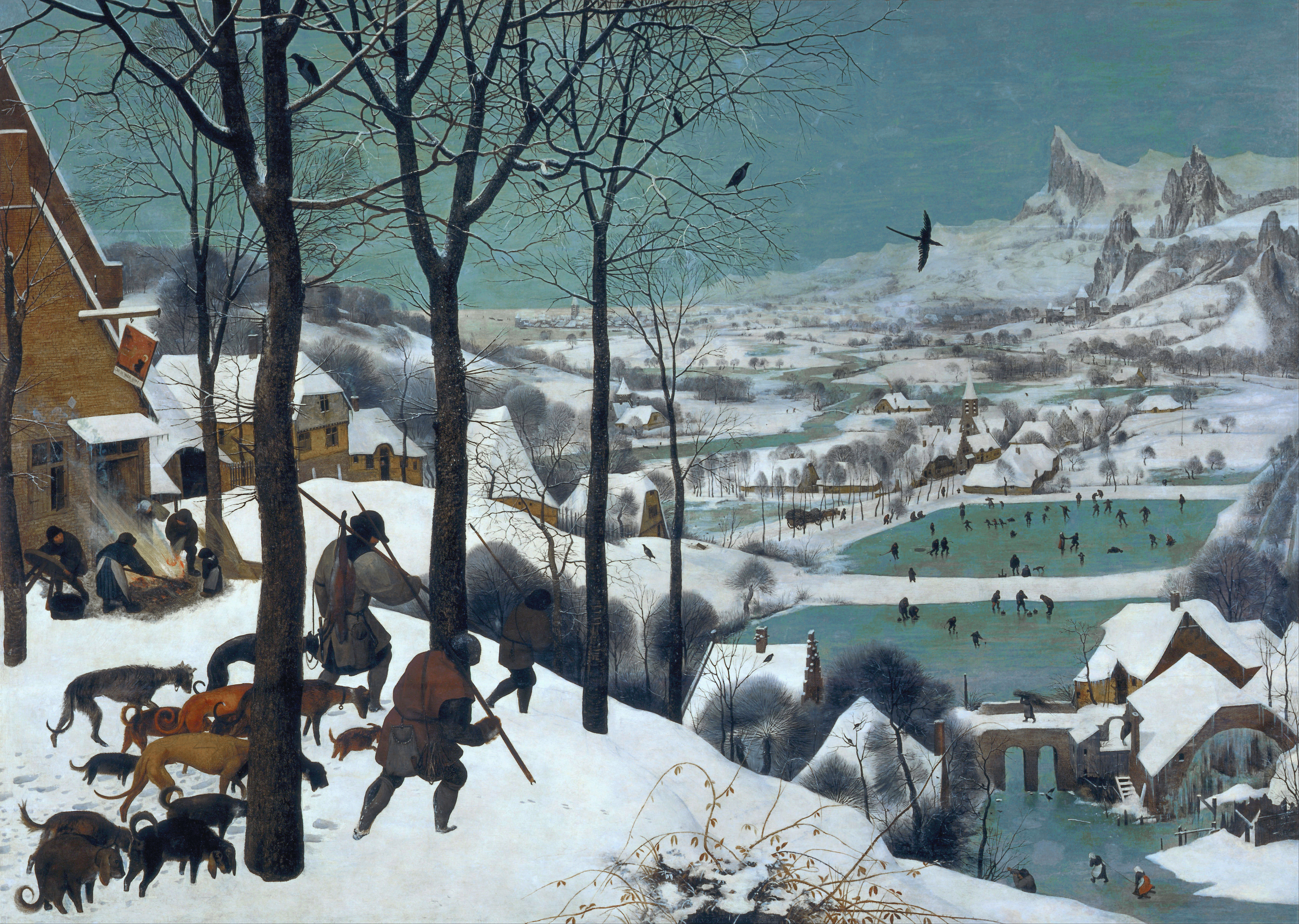
صيادون في الثلج

Weltlandschaft" أو بالعربية "المشهد البانورامي" هو أسلوب فني متبع للرسم في تلك الحقبة بالأوساط الهولندية وكان رائده جواكم  باتينر ‏، حيث تكون الشخصيات الثانوية بالصورة مماثلة لحجم الشخصيات الأساسية واحيانا تحدث التفاصيل المهمة لحبكة الرسمة في المشاهد الخلفية للرسمة، وتكون بقدر أهمية مركز الرسمة. "صيادون في الثلج " هي لوحة أخرى لبروغل وتعتبر نموذجا جيدا لاسلوب " المشهد البانورامي " حيث نرى الصيادين في طريقهم للصيد في مقدمة اللوحة ونرى أيضا أناس ربات البيوت يوقدون النار، وأيضا صيادون على البحيرة يقومون بالصيد في عمق اللوحة.

## خلفية الأسطورة
تروي الأسطورة ان ديدلوس بنى لمينوس متاهة، حيث كان ديدلوس حرفي مبدع، وقام الملك مينوس بسجن مينوتور «نصف بشري ونصف حيوان» في هذه المتاهة، وخوفا من افشاء سر هذه المتاهة أو السجن وطرقها، قام الملك مينوس بسجن مهندسها وصانعها ديدلوس هو وابنه في برج. أراد ديدلوس الهرب، فصنع جناحان من الريش والصقهم بالشمع هو وابنه، وأوصى ابنه الا يحلق عاليا فتذيب الشمس الشمع ويسقط، وان لا يطير منخفضا فتبلل مياه البحر وزبده الاجنحة فيسقط. لم يستمع ايكاروس للنصيحة فحلق عاليا فأذابت الشمس تلك الاجنحة وسقط ايكاروس غريقا في البحر، بينما أكمل ديدلوس طريقه إلى صقلية حزينا ومكسورا على فقدان ولده.
يعتبر ايكاروس صورة مجازية في الادب للطموح والزهو البشري، ففي مسرحيته “الدكتور فاوست «يقوم كريستوفر مارلو باستخدام العبرة من قصة ايكاروس لوصفه مصير فاوست المحتوم بعد بيعه روحه للشيطان مقابل قوى غير بشرية خارقة فيقول:» اجنحته الشمعية تخطت قدرته وذابت، والسماء تآمرت على اسقاطه “.
اما الشاعرة والكاتبة الأميركية ان سيكستون في قصديتها «إلى صديق عمله اقترب من النصر» فهي تصف طيران ايكاروس كانتصار على الرغم من سقوطه، لانه صنع لحظات لا تنسى من الطيران إلى الانسيابي إلى الحرية على الرغم من ان تلك اللحظات كلفته حياته.
أما في الأدب العربي فتعتبر رواية «مثل ايكاروس» للكاتب احمد خالد توفيق هي ابرز ما كتب مستوحى من اسطورة ايكاروس، حيث يبدو مصير بطل الرواية «محمود السمنودي» مشابها لمصير ايكاروس.

### فحوصات علمية للوحة
في العام 1998، قام فريق بحث مشترك من المؤسسة الملكية للموروث الثقافي البلجيكية وجامعة اوتريخت الهولندية بفحص قطعة من قنب اللوحة بواسطة الكربون المشع لتحديد تاريخ اللوحة. أظهرت التواريخ انه لا يمكن منطقيا ان يكون بروغل الأكبر قد رسم اللوحة. ولكن في العام 2006 , قام البروفيسور جاي رايس بتحدي تلك النتائج محاولا دحضها وقد توصل إلى نتاى ج تؤكد انها تعود إلى بروغل الأكبر، طاعنا ان اللوحة قد تكون خربت لسبب ما، وقام بروغل الأصغر بإعادة صيانتها ورسمها فوق اللوحة الاصلية.